# Petre Pușcașu
Petre Pușcașu (n. 6 martie 1971) este un deputat român, ales în 2024 din partea partidului Alianța pentru Unirea Românilor.

## Tinerețe și educație
Petre Pușcașu s-a născut pe 6 martie 1971, la Măneciu, comună din județul Prahova, în Republica Socialistă România. A absolvit Liceului Teoretic Măneciu Ungureni.

## Carieră politică
În 2020, a candidat la funcția de primar al comunei Măneciu, Prahova.

### Deputat (2024–prezent)

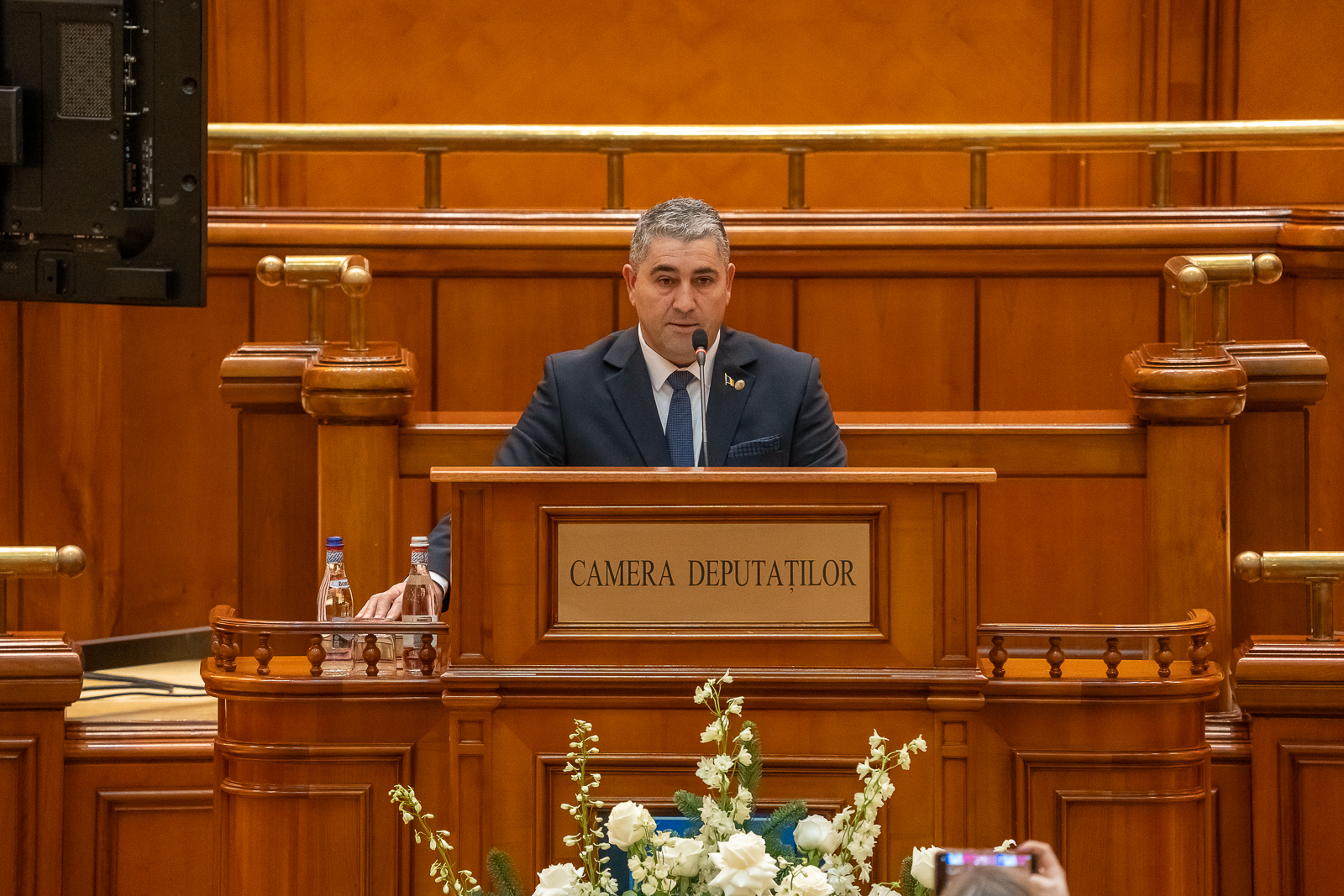
Pușcașu depunând jurământul, 21 decembrie 2024

După ce deputatul Adrian Axinia a câștigat, la alegerile pentru Parlamentul European din 9 iunie 2024, un mandat de europarlamentar, în postul rămas vacant a fost numit Pușcașu. Plenul Camerei Deputaților a validat, în data de 26 iunie, cu 210 voturi, mandatul noului parlamentar de Prahova.
Pușcașu a fost reales membru al Camerei Deputaților, în nume propriu, din partea partidului Alianța pentru Unirea Românilor, la alegerile parlamentare din 1 decembrie 2024. În prezent, în calitate de deputat, Pușcașu este secretarul Comisiei pentru transporturi și infrastructură.